# リフト (飲料)

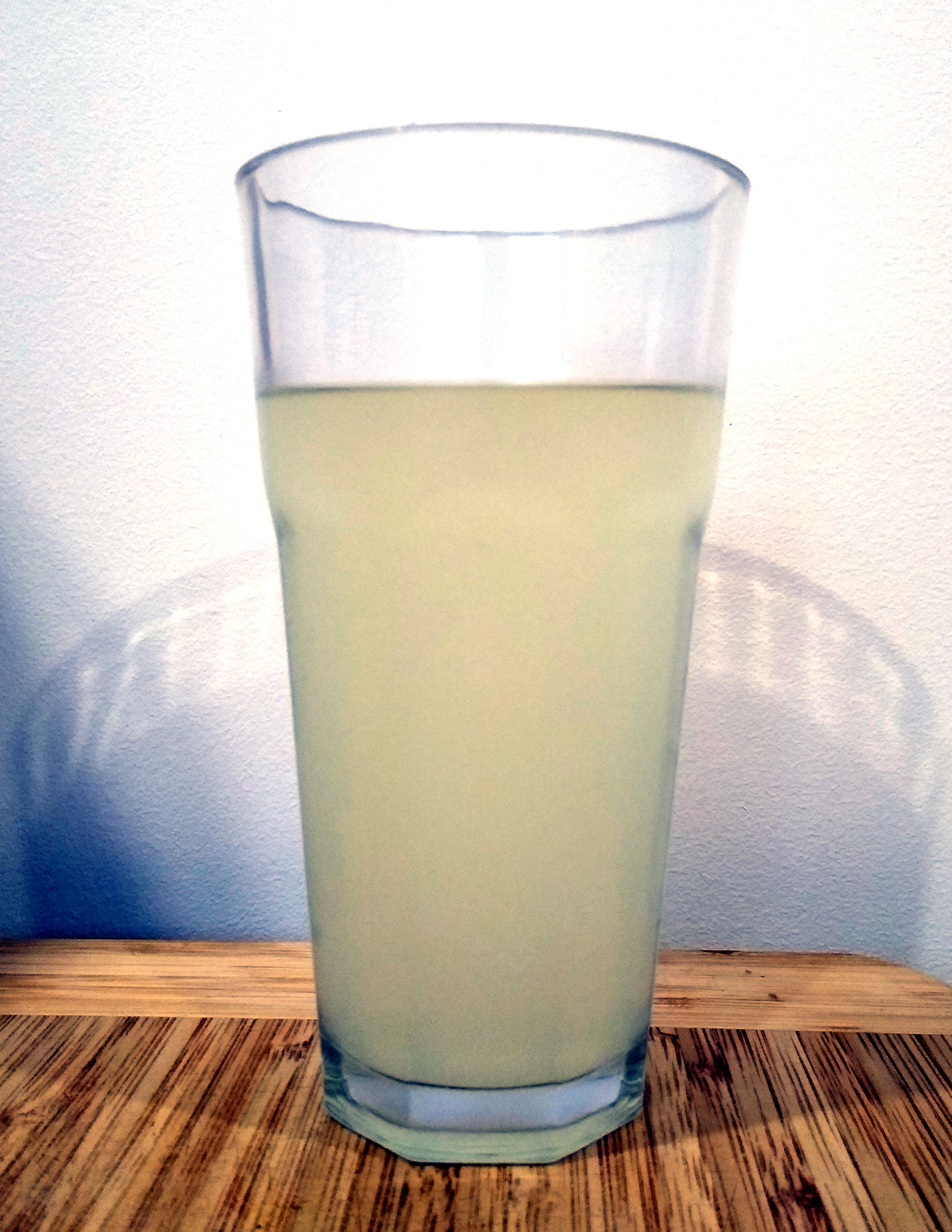

Lift（リフト）はコカ・コーラ社の果汁入り炭酸飲料の名前。

## 概要
1970年代に誕生し、オーストラリア、ニュージーランド、ラテンアメリカ各国、ドイツ、東欧などで販売を開始。
日本では1977年に長野コカ・コーラボトリングから300mlリターナブル瓶入りリフトオレンジが発売される。缶入り製品は翌1978年に山陽コカ・コーラボトリングから250ml缶が発売。結果として全国的な拡販には至らず、事実上長野限定商品の状態となっていた製品であったが、長野での販売は1989年をもって終了し、1991年より富士コカ・コーラボトリングの子会社である富士ビバレッジと北九州コカ・コーラボトリングがオレンジとグレープ味を発売する。1994年に近畿コカ・コーラボトリングがシトラス味とホワイトグレープ味を販売したのを最後に日本市場から姿を消した。
現在はドイツ、ブルガリア、オーストラリア、ニュージーランド、メキシコにて販売されている。チェコやコスタリカにおいても近年まで販売が行われていたが、日本と同様、ファンタなどほかの商品へ代替された。

## 日本で販売されたフレーバー
- オレンジ[8]
  - 山陽コカ・コーラボトリングの地域では当社本郷工場で生産された250ml缶及び350ml缶製品が販売され、それに加え長野コカ・コーラボトリングの地域では300ml瓶、1ℓ瓶、200ml瓶が順次発売された。長野で販売された缶入り製品も山陽社が製造。
- グレープ
- シトラス[8]
- ホワイトグレープ[8]

## 日本国外にて現在販売されているフレーバー
- ドイツ[1]
  - アップル
  - オレンジ・パッションフルーツ
- オーストラリア[3]
  - レモン
- ブルガリア[2]
  - レモネード
  - チェリー
  - アップル
- ニュージーランド[4]
  - レモン
  - ダイエットレモン
- メキシコ[5]
  - マンサナ（リンゴ）